# Ophiacantha clavigera
Ophiacantha clavigera is een slangster uit de familie Ophiacanthidae.
De wetenschappelijke naam van de soort werd in 1907 gepubliceerd door René Koehler.